# Richard Winters
Major Richard D. Winters (21. ledna 1918, Lancaster County, Pensylvánie, USA – 2. ledna 2011, Campbelltown) byl důstojník Armády Spojených států amerických, který během druhé světové války velel rotě E (Easy Company) 2. praporu 506. výsadkového pluku 101. Výsadkové divize. Jeho jednotka byla během Operace Overlord vysazena nad Francií a postupně se probojovala přes Holandsko, Belgii, až do Německa. Právě jednotka „Easy Company“ se stala předlohou pro natočení minisérie HBO Bratrstvo neohrožených, kde postavu majora Winterse ztvárnil britský herec Damian Lewis.

## Předchozí život
Narodil se roku 1918 v Lancasteru v Pensylvánii a vyrostl v blízké Ephratě. Vystudoval Franklin and Marshall College, kde roku 1941 získal titul v ekonomii.

## Během druhé světové války
Do armády vstoupil v roce 1941. Po ukončení základního výcviku byl vybrán do rozšiřujícího výcviku pro důstojníky na základně Fort Benning v Georgii. Tam se poprvé setkal s Lewisem Nixonem, se kterým prošel téměř celou válkou. Po ukončení tohoto výcviku byl povýšen do hodnosti podporučíka. Následně se sám přihlásil do školy pro parašutisty v Camp Toccoa v Georgii. Zde zastával funkci zástupce velitele roty. Jeho nadřízeným byl kapitán Herbert Sobel.
V září 1943 byla jeho jednotka převelena do Anglie. Zde byl po několika měsících z postu velícího důstojníka odvolán kapitán Sobel. Na jeho místo nastoupil poručík Thomas Meehan III. To už bylo krátce před vyloděním v Normandii. Nicméně 6. června 1944 v den zahájení Operace Overlord, když byla 101. výsadková divize přepravována nad území Francie, letadlo, ve kterém seděl poručík Meehan a celé velení roty E, bylo sestřeleno. Nikdo nepřežil.
Přežil seskok a přistál u městečka Sainte-Mère-Église. Ztratil zbraň, ale nakonec se mu podařilo zorientovat a spolu s dalšími vojáky, které potkal cestou, se přemístil k vesnici Sainte-Marie-du-Mont, u které měla jeho jednotka provést původní cíl mise. S tím, že nikdo nevěděl, jak dopadl poručík Meehan, Winters se jako jeho zástupce stal de facto velitelem jednotky.
Později téhož dne vedl jednotku, která zaútočila na postavení německých 105mm houfnic, které ostřelovaly vyloďovací pláž Utah a působily Spojencům těžké ztráty. Tato akce se zapsala do historie jako ukázková akce postupu a krycí palby proti mnohonásobné přesile. Měl toho dne jen třináct mužů a stála proti němu celá německá četa, která bránila postavení houfnic. Tato akce se dnes vyučuje na vojenské akademii ve West Pointu jako jedna z mnoha modelových situací.
Za svoji odvahu na statku "Brécourt" byl navržen Medaili cti, ale nakonec mu byl udělen Kříž za mimořádné služby, druhé nejvyšší vyznamenání Spojených států amerických za chrabrost v boji.
Jeho kvality prověřila i Operace Market Garden, během které vedl útok na německé postavení s 20 muži z roty E proti desetinásobné přesile německých vojáků.
Dne 16. prosince 1944 Němci zahájili protiútok proti postupujícím Spojencům. Jeho jednotka byla do oblasti přemístěna 18. prosince 1944 a měla za úkol bránit pozice severovýchodně od města Bastogne. Byla zde jen část 101. Výsadkové divize a část 10. Obrněné divize, které čelily více než jednotýdennímu útoku německých elitních jednotek. Tato bitva vstoupila do historie jako začátek Bitvy v Ardenách. Následně byl povýšen na majora a v Evropě zůstal až do října/listopadu 1945

## Po válce
Po válce pracoval pro rodinný podnik svého kamaráda z války Lewise Nixona. Během Války v Koreji byl povolán zpátky do armády, aby cvičil pěchotu a elitní jednotky Rangers.
Po definitivním odchodu z armády začal prodávat krmivo pro zvířata. Nakonec si Winters a jeho žena Ethel koupili malou farmu, kde postavil jejich dům kámen po kameni a vychovali dvě děti.
Mezi jeho nejoblíbenější věty patří ta, kterou si vypůjčil od jednoho ze svých spolubojovníku Mike Ranneyho a nezapomene ji zmínit v žádném rozhovoru: „Nikdy nezapomenu, jak se mě můj vnuk zeptal: Dědo, byl jsi za války hrdina? a děda odpoví: Ne, ale sloužil jsem v rotě plné hrdinů“.